# 遠藤由佳子
遠藤 由佳子（えんどう ゆかこ、1991年7月30日 - ）は、NHKのキャスター。気象予報士。

## 来歴
千葉県市原市出身。5歳から神奈川県川崎市で育つ。東京理科大学理工学部土木工学科卒業。
大学時代に芸能活動を開始し、2013年にツインリンクもてぎのイメージガール「ツインリンクもてぎエンジェル」第15期生に選ばれる。2014年には「ミス椿の女王コンテスト」において「第22代椿の女王」に選出されたほか、理系ナビ14秋号の表紙を飾る。
東京アナウンスセミナー(17期)とテレビ朝日アスクを卒業し、2017年にNHK千葉放送局へ入局。月～金の午前11時から放送されているひるどき情報ちばや首都圏ネットワークなどを担当していた。
特技はフラッシュ暗算。バレエ7年、ピアノ13年、水泳7年と掛け持ちで習っており、また、中学時代にはドイツに2年間住んでいたためドイツ語での日常会話が可能。
2021年に気象予報士資格を取得。

## 過去の出演番組
- ひるどき情報ちば（2017年4月 - 2019年3月、NHK-FM） - 千葉県域
- 首都圏ネットワーク（NHK総合テレビ） - 千葉県内のリポート、不定期出演
- ひるまえほっと（NHK総合テレビ） - 千葉県内のリポート、不定期出演
- おはよう日本（NHK総合テレビ） - 千葉県内のリポート、不定期出演